# Tavex Group
Tavex Group (Tavex) – koncern finansowy z siedzibą w Tallinnie (Estonia). Firma prowadzi działalność w obszarze sprzedaży i skupu złota, srebra i platyny, wymiany walut oraz transferów pieniężnych w ramach usługi MoneyGram. Firma Tavex ma swoje początki w firmie Tavid, założonej w 1991 przez Alara Tamminga w Talinie.
Tavex prowadzi również ekspansje na inne rynki europejskie. Obecnie filie firmy znajdują się w 12 europejskich krajach, w tym: Bułgaria, Dania, Estonia, Finlandia, Łotwa, Norwegia, Polska, Rumunia, Serbia, Szwecja, Węgry oraz Wielka Brytania.
Działalność Tavex koncentruje się głównie wokół sprzedaży metali szlachetnych. Współpracuje również z licznymi mennicami na całym świecie, takimi jak: The Royal Mint, Munze Osterreich, Perth Mint czy Pamp Suisse, Valcambi Switzerland, Nadir Metal Rafinerii, Rand Rafinerii i Argor Heraeus. Oprócz klasycznych monet bulionowych oraz sztabek, Tavex oferuje także kolekcjonerskie, historyczne złote i srebrne produkty.

## Historia
Tavex, firma mająca swoje korzenie w założonej w 1991 roku przez Alara Tamminga firmie Tavid, rozpoczęła swoją działalność w Tallinnie, oferując transakcje wymiany walut. W 1996 roku firma otworzyła swój pierwszy oddział zagraniczny w Finlandii oraz rozpoczęła ekspansję na inne europejskie kraje.
W 2004 roku Tavex zapoczątkował sprzedaż złota inwestycyjnego, otwierając klientom możliwość inwestowania w surowce metaliczne. W 2002 roku firma otworzyła swój pierwszy oddział na Łotwie, kontynuując tym samym ekspansję na rynki bałtyckie.
W 2005 roku firma otworzyła swoją filię w Szwecji. W 2009 roku rozpoczęła działalność w Bułgarii, a rok później, Tavex otworzył się na duński rynek. W 2011 roku firma otworzyła oddział w Norwegii i wprowadziła usługę Tavexwise, umożliwiającą klientom skorzystanie z dodatkowych rozwiązań finansowych (od 2021 roku przekazy pieniężne w Tavex dokonywane są poprzez MoneyGram).
W 2012 roku Tavex przeprowadził ponad 1,4 miliona transakcji w ramach grupy. Natomiast w roku 2013 firma sprzedała ponad 3100 kg złota inwestycyjnego klientom grupy.
W 2014 roku firma Tavex otworzyła swój oddział w Polsce, umożliwiając polskim klientom skorzystanie ze swoich produktów i usług. Pierwsze biuro zostało otworzone w Warszawie w 2015 r. na ulicy Świętokrzyskiej. Podczas swoich 9 lat obecności w Polsce, liczba oddziałów Tavex rozrosła się do 12 (w tym 9 w okresie 2020–2023), w 7 największych polskich miastach, takich jak: Warszawa, Katowice, Wrocław, Poznań, Gdynia, Lublin oraz Łódź. Funkcję obecnego prezesa Tavex na Polskę pełni Aleksander Pawlak.

## Kraje działalności
Firma prowadzi swoje oddziały w ośmiu krajach Europy: Norwegii, Szwecji, Finlandii, Danii, Estonii, Łotwie, Bułgarii oraz w Polsce. Liczba biur w poszczególnych krajach wygląda następująco:
- Norwegia – 2 oddziały
- Szwecja – 5 oddziałów
- Finlandia – 2 oddziały
- Estonia – 7 oddziałów
- Łotwa – 5 oddziałów
- Dania – 1 oddział
- Polska – 12 oddziałów[7]
- Bułgaria – 7 oddziałów

## Polskie oddziały Tavex
Tavex posiada obecnie 12 oddziałów w 7 polskich miastach. Zalicza się do nich między innymi:
- Warszawa – 3 oddziały
- Katowice – 2 oddziały
- Trójmiasto – 2 oddziały (Gdynia oraz Gdańsk)
- Wrocław - 2 oddziały
- Poznań – 1 oddział
- Lublin - 1 oddział
- Łódź - 1 oddział[8]

## Metale szlachetne w Tavex
Główną usługą oferowaną przez Tavex jest dystrybucja metali szlachetnych. Firma oferuje możliwość zakupu i sprzedaży złota, srebra, platyny i palladu inwestycyjnego, zarówno w postaci monet, jak i sztabek. Ich asortyment obejmuje fizyczne złoto inwestycyjne w postaci zarówno sztabek, jak i monet, takich jak: Chińska Panda, Australijski Lunar oraz Kangur, Kanadyjski Liść Klonowy, Austriacki Filharmonik, Amerykański Orzeł  oraz południowoafrykański Krugerrand. Tavex dystrybuuje również starsze edycje monet takie jak: austriackiego Dukata, belgijskiego Leopolda II, włoskiego Umberto I, włoskiego Victor Emmanuel’a II, meksykańskiego 50 pesos.